# Pipa carvalhoi
Espèce
Synonymes
- Protopipa carvalhoi Miranda-Ribeiro, 1937

Statut de conservation UICN

 LC  : Préoccupation mineure
Pipa carvalhoi est une espèce d'amphibiens de la famille des Pipidae, originaire et endémique de l'Est du Brésil.

## Description
Pipa carvalhoi a une grande tête triangulaire, au museau large et arrondi à son extrémité. La longueur museau-cloaque mesure de 41 à 68 mm de long chez les femelles, mais les mâles sont plus petits en moyenne, mesurant de 32 à 57 mm. Cette espèce est, parmi les Pipidae, celle dont les dents sont les plus nombreuses et les plus développées.
Chez les adultes, la couleur du dos est brun sombre ou brun rougeâtre avec parfois quelques points brun sombre, les membres sont parfois un peu plus pâles et avec des points sombres plus visibles. Bien que les orteils et les doigts aient la même coloration, la palmure située entre eux est translucide et, de fait, un peu plus pâle. Les tubercules ont sensiblement la même couleur que le reste de la peau. Le ventre, plus pâle encore, est d'un brun clair un peu grisâtre, avec chez certains individus quelques taches sombres. Les tétards ont le dos brun-gris et le ventre translucide.
Le corps est robuste et moins aplati que celui des autres Pipidae, et présente au niveau de la forme quelques ressemblances avec Pipa parva. Sa peau est couverte de petits tubercules coniques, dont la taille et la densité varient en fonction des parties du corps : le dos est plus garni que le ventre, avec une densité maximale dans sa partie postérieure ; il y a particulièrement peu de tubercules sur les épaules et le museau.
Cette espèce présente de nombreux organes de la ligne latérale : de 8 à 10 entre les narines et les yeux, 6 autour des yeux, un double rang sur la mandibule, et d’autres encore à l'angle de la mandibule et entre la mandibule et les yeux. Depuis la tête, deux lignes en position latérale parcourent la moitié du dos. D'autres lignes garnissent les bras et les flancs, jusqu'au cloaque et à l'aine. Sur le côté ventral, il y a quelques organes répartis sur le thorax.
Comme tous les Pipidae, elle présente des lobes à l'extrémité des doigts, et comme chez Pipa aspera, Pipa arrabali et Pipa snethlageae, ces lobes sont découpés en 4 lobules. Les orteils I et III possèdent des callosités de kératine, comme toutes les espèces du genre Pipa (sauf Pipa pipa et Pipa snethlageae). Contrairement à d’autres espèces du genre, le tubercule métatarsien est présent, mais peu développé et difficile à voir.

## Comportement

### Locomotion
Bien que de mœurs aquatiques, cet amphibien est capable de se déplacer à terre, surtout au cours de pluies importantes. Chez les têtards, au cours de la nage, la queue et les poumons ont un rôle dans la stabilisation ; si leurs poumons ne sont pas convenablement remplis d’air, ils auront des difficultés pour se mouvoir, notamment en direction de la surface.

### Alimentation
Les adultes sont carnivores. Les têtards se nourrissent en filtrant les particules en suspension dans l'eau ; lorsque la nourriture se fait rare, ils tentent d'agiter le substrat, dans l'espoir de dénicher des particules comestibles.

### Comportement territorial
De même que chez Pipa pipa et Pipa parva, un comportement de défense du territoire a été observé chez Pipa carvalhoi, incluant postures menaçantes, saut sur l'intrus ou lutte.

### Reproduction
Le comportement reproducteur de cet amphibien est très semblable à celui de Pipa pipa et de Pipa parva. La maturité sexuelle est atteinte lorsque l'individu a de 7 à 9 mois. Cette espèce peut accomplir plusieurs cycles de reproduction par an. Elle possède 2n = 20 chromosomes.
Le derme et l'épiderme du dos de la femelle se creusent de "chambres incubatoires" très vascularisées où les œufs seront conservés.
Lors de l’accouplement, le mâle saisit sous l'eau la femelle par un amplexus lombaire. Le couple, mené par la femelle, remonte vers la surface et, avant d'y parvenir, pond des œufs, puis fait demi-tour vers le fond. Le mâle fertilise alors les œufs et les poussent dans le dos de la femelle en le frottant avec son bas-ventre. Ce cycle de plongée puis remontée recommence jusqu'à ce que tous les œufs soient pondus, fertilisés et implantés dans le dos de la femelle.
La paroi des chambres incubatoires adhère à la capsule gélatineuse des œufs pour les maintenir. Les embryons en cours de développement pourront réaliser des échanges respiratoires avec les vaisseaux sanguins qui irriguent la paroi de la chambre.
Comme chez Pipa parva et Pipa myersi, les petits sont relâchés alors qu'ils sont encore à l'état de têtards, tandis que chez la plupart des Pipidae (par exemple Pipa pipa), les petits ne quittent le dos de leur mère que lorsque leur métamorphose est accomplie. Après 14 à 28 jours d’incubation dans le dos de la femelle, les œufs éclosent et les têtards sont relâchés.
Les membres antérieurs apparaissent au bout d’un mois et demi ou deux mois ; 14 à 21 jours plus tard, la métamorphose crânienne débute, alors que le têtard mesure de 50 à 60 mm de long.

## Répartition
Cette espèce est endémique de l'Est du Brésil. Elle se rencontre jusqu'à 860 m d'altitude dans les États du Pernambouc, du Ceará, de Paraíba, du Sergipe, d'Espírito Santo, de Bahia, de Minas Gerais, d'Alagoas et du Rio Grande do Norte.
Elle vit dans les étendues d’eau permanentes du caatinga ou de la transition entre le caatinga et la forêt atlantique.

## Nomenclature et taxonomie
Cette espèce a été scientifiquement décrite pour la première fois sous le nom Protopipa carvalhoi en 1937 par le zoologiste brésilien Alípio de Miranda-Ribeiro. En 1948, l'herpétologiste américain Emmett Reid Dunn place l'espèce dans le genre Pipa.

## Statut de conservation
Cette espèce ne montre pas de signe de déclin significatif, et l'UICN l'a classé dans la catégorie "LC" (préoccupation mineure). Il lui arrive de se trouver dans des élevages piscicoles, où il est considéré comme nuisible. Les principales menaces pour cette espèce et la perte de l'habitat, notamment par la pollution agricole (contamination des étendues d'eau par le bétail ou pollution par les pesticides).

## Étymologie
Cette espèce est nommée en l'honneur d'Antenor Leitão de Carvalho.

## Publication originale
- Miranda-Ribeiro, 1937 : Sobre uma collecção de vertebrados do nordeste brasileiro. Primeira parte: peixes e batrachios. O Campo, Rio de Janeiro, vol. 1937, p. 54-56.